# Eulecanium sibiricum
Eulecanium sibiricum är en insektsart som beskrevs av Borchsenius 1955. Eulecanium sibiricum ingår i släktet Eulecanium och familjen skålsköldlöss. Inga underarter finns listade i Catalogue of Life.